# Grand-Place de Lierre
Pour les articles homonymes, voir Grand-Place (homonymie).
La Grand-Place (en néerlandais : Grote Markt) est la place centrale de la ville belge de Lierre. La forme triangulaire de la place semble indiquer que Lierre a une origine franque.  L'angle sud-ouest de l'hôtel de ville sert de gnomon pour une des méridiennes de Quetelet.

## Histoire
Depuis le Moyen Âge, la Grand-Place a été un centre d'importance à Lierre. Plusieurs rues principales convergent ici aux portes de la ville. En 1367 il y avait une halle aux draps, qui devint plus tard l'hôtel de ville.
Déjà en 1383, la partie de la Grand-Place devant la halle aux Draps a été pavée. En 1557, l'ensemble de la place a été soulevé et mis en pavés.